# Jürgen Markwardt
Jürgen Markwardt (* 21. Februar 1968 in Hamburg) ist ein deutscher Politiker (parteilos). Er ist seit dem 1. November 2014 Bürgermeister der Hansestadt Uelzen.

## Biografie
Markwardt wuchs in Westergellersen auf und besuchte dort die Grundschule. Er absolvierte sein Abitur am Gymnasium Oedeme in Lüneburg. Danach trat er den mittleren Dienst bei der Polizei Niedersachsen an, wo er 1988 zum Polizeihauptwachtmeister aufstieg. Er studierte bis 1995 Verwaltung und Rechtspflege an der Fachhochschule für Verwaltung und Rechtspflege in Hildesheim. Von 1999 bis 2001 studierte er an der Polizeiführungsakademie Münster-Hiltrup. Ab 2004 war er Polizeichef im Landkreis Uelzen, ab 2008 Leiter der Hubschrauberstaffel in Hannover.
Vom 1. April 2010 bis 31. Oktober 2014 war Markwardt Erster Stadtrat der Hansestadt Uelzen. Zur Kommunalwahl 2014 wurde er von der SPD als Parteiloser als Nachfolger von Otto Lukat vorgeschlagen. Er setzte sich mit rund 64 % der Stimmen durch. Er wurde 2021 bei der Kommunalwahl in seinem Amt bestätigt. 